# Przasnysz
Przasnysz (polskt uttal: [ˈpʂasnɨʂ]
 ( lyssna), jiddisch: פראשניץ, tyska: Pezaßnitz) är en stad i Masoviens vojvodskap i centrala Polen. Den ligger vid floden Węgierka, cirka 88 kilometer norr om Warszawa. Staden har 16 544 invånare (2021), på en yta av 25,16 km².
Staden fick stadsprivilegium år 1427.